# بيتي جين وايلي
بيتي جين وايلي (بالإنجليزية: Betty Jane Wylie)‏ (21 فبراير 1931، وينيبيغ في كندا)؛ كاتِبة وروائية كندية. درست في جامعة مانيتوبا.